# پالوککا-پوپپولا
پالوکْکا-پوپْپولا (به فنلاندی: Palokka-Puuppola) یک منطقهٔ مسکونی در فنلاند است که در یووسکوله واقع شده‌است. پالوککا-پوپپولا ۱۴٬۳۹۵ نفر جمعیت دارد.